# Pedro Ponce de Cabrera (m. después de 1344)
Pedro Ponce de Cabrera (m. después de 1344). Noble castellano de la Casa de Cabrera de Córdoba. La mayoría de los historiadores señalan que fue hijo de Juan Ponce de Cabrera y de Inés Enríquez.
Fue señor de la Casa de Cabrera en Córdoba y de la Torre de Arias Cabrera y caballero de la Orden de la Banda, y la mayoría de los genealogistas señalan que de él proceden las tres ramas principales de los Cabrera de Córdoba, es decir, los señores de las Albolafias, del Sanchuelo, y de Torres Cabrera.
Fue tataranieto del rey Alfonso IX de León.

## Orígenes familiares
La mayoría de los genealogistas, como Luis de Salazar y Castro, afirmaron que Pedro Ponce de Cabrera fue hijo de Juan Ponce de Cabrera y de Inés Enríquez, aunque es posible que esta última hubiera sido hija natural del infante Enrique de Castilla el Senador y de Mayor Rodríguez Pecha, o bien que se tratara de Inés Enríquez de Arana, hija de Enrique Pérez de Arana, repostero mayor de Alfonso X y adelantado mayor del reino de Murcia, y de Constanza de Antillón, aunque también cabe la posibilidad de que fuera una única mujer, ya que casualmente ambas se llamaban Inés Enríquez.
Fue hermano, entre otros, de Guiomar Ponce de Cabrera, que contrajo matrimonio con el ricohombre Lope Ruiz de Baeza, señor de la Guardia, y hermano o hermanastro de Sancha Ponce de Cabrera, que contrajo matrimonio con Fernando Enríquez, ricohombre de Castilla y adelantado mayor de la frontera de Andalucía en nombre de Don Juan Manuel y de Fadrique Alfonso de Castilla, hijo ilegítimo de Alfonso XI.

## Biografía

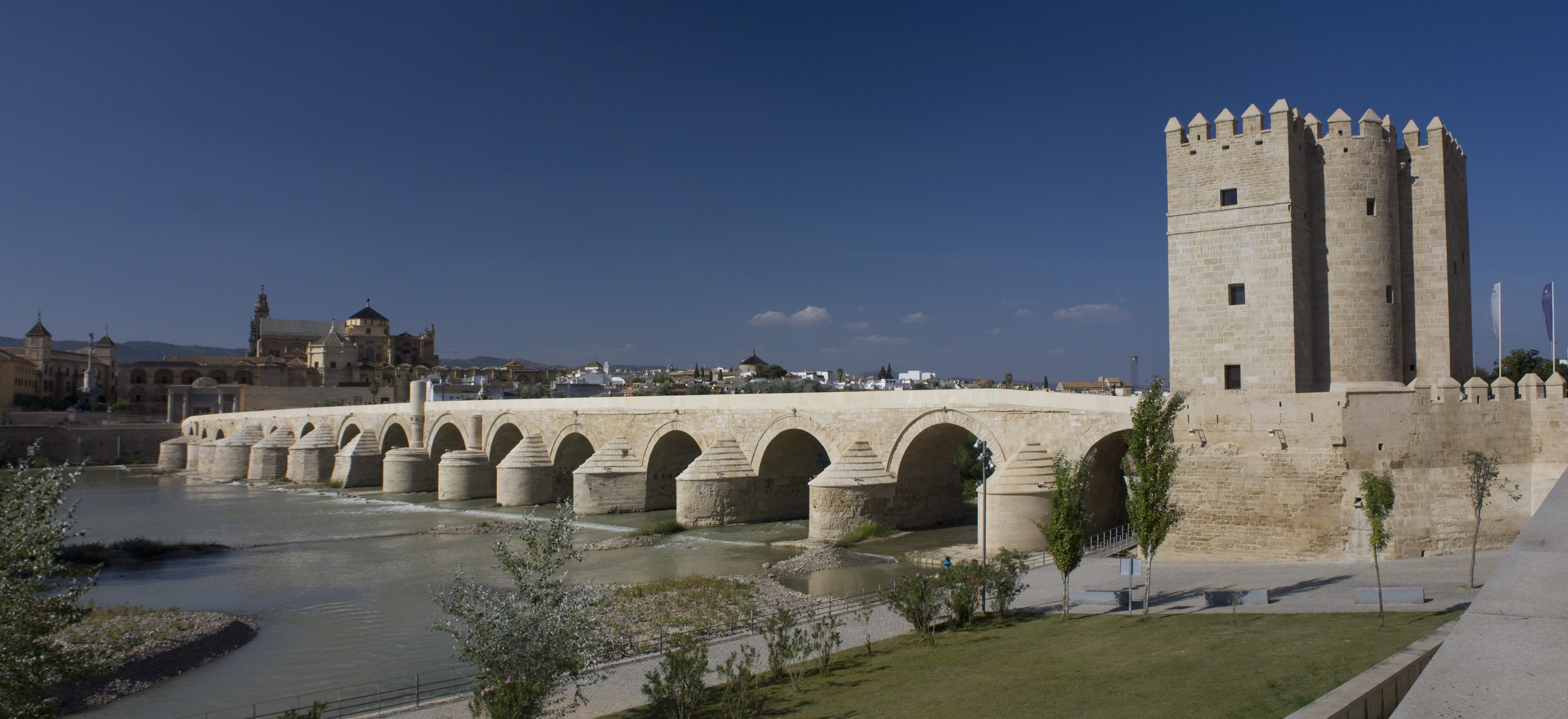
Vista de la torre de la Calahorra y del puente romano de Córdoba.

Se desconoce su fecha de nacimiento. Su padre, Juan Ponce de Cabrera, fue señor de Cabra, de la mitad del castillo de Garcíez, y de la Torre de Pajares, y desempeñó el cargo de adelantado mayor de la frontera de Andalucía entre 1322 y 1326. Pero se rebeló contra Alfonso XI al negarse a entregar el castillo de Cabra a la Orden de Calatrava, y por ello y por los desmanes que cometió durante la minoría de edad de dicho monarca fue ejecutado públicamente en Córdoba a principios de 1328. Y el historiador y eclesiástico Manuel Nieto Cumplido calificó en 1991 al mencionado Juan Ponce de Cabrera como «uno de los nobles más funestos en la vida de Córdoba del primer cuarto del siglo XIV».
Pedro Ponce de Cabrera heredó de su tío paterno, Arias de Cabrera, muchas posesiones en Córdoba y el señorío de la Torre de Arias Cabrera, que pertenece actualmente a los condes de Torres Cabrera y está situada en término municipal de Córdoba y entre esta ciudad y la villa de Espejo, aunque está muy deteriorada y a la espera de ser restaurada. Y el 19 de noviembre de 1324 la Orden de Calatrava cedió en «usufructo vitalicio» a Pedro Ponce de Cabrera y a sus padres todos los bienes que poseía en Córdoba como recompensa por los servicios que el padre de Pedro, Juan Ponce de Cabrera, le había prestado, y ese mismo día, Garci López de Padilla, maestre de la Orden de Calatrava, también cedió a Juan Ponce y a su esposa e hijo la Torre de Pajares, situada en el actual término del municipio cordobés de Montoro, de modo vitalicio y en usufructo.
En 1332 Alfonso XI convocó en la ciudad de Burgos a todos los ricoshombres, infanzones e hijosdalgo de sus reinos para que asistieran a su coronación y fueran armados caballeros de la Orden de la Banda, creada por el propio monarca en ese mismo año en Vitoria a fin de estimular el espíritu caballeresco entre sus vasallos, y cuando en el verano de 1332 el rey llegó a Burgos procedente de Santiago de Compostela, a donde había peregrinado para ser armado caballero por el propio Apóstol Santiago, pudo comprobar que todos aquellos a los que había convocado estaban ya en dicha ciudad, a excepción de los dos mayores magnates del reino, Don Juan Manuel, nieto de Fernando III, y Juan Núñez III de Lara, señor de Lara y de Vizcaya y bisnieto de Alfonso X.

Y en la Crónica y en la Gran Crónica de Alfonso XI consta que un día después de que éste fuera coronado, convocó en su palacio a todos los que iban a ser armados caballeros por él, incluyendo a Pedro Ponce de Cabrera y a algunos parientes suyos como Rodrigo Pérez Ponce de León y Pedro Ponce de León el Viejo, y a otros grandes personajes del reino como Pedro Fernández de Castro, Juan Alfonso de Alburquerque y Juan Alfonso de Haro, señor de los Cameros, a los que previamente había entregado «paños de oro e de seda» y «espadas guarnidas», y esa misma noche fueron en procesión hasta el monasterio de las Huelgas de Burgos, donde había sido coronado Alfonso XI, y pasaron la noche en oración velando sus armas, cada uno en su altar, y a la mañana siguiente fueron armados caballeros por el rey y después almorzaron con él en su palacio de las Huelgas.

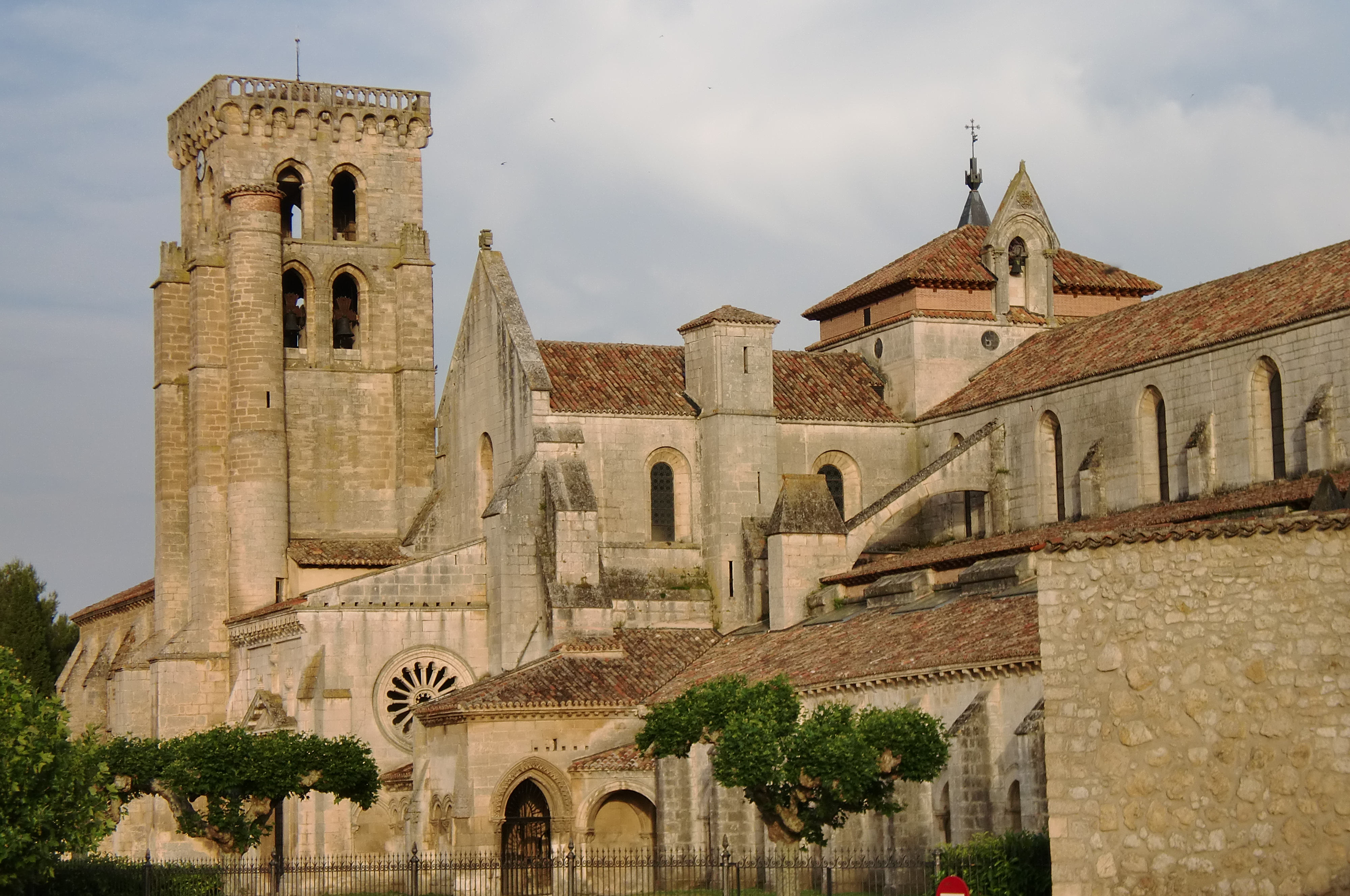
Exterior del monasterio de las Huelgas de Burgos.

El nombre de Pedro Ponce de Cabrera, al que el monarca apreciaba mucho según afirman diversos historiadores, ocupa el sexto lugar en el puesto de los que fueron armados caballeros de la Orden de la Banda por el rey, aunque no figura en el grupo de los ricoshombres del reino, sino en el de los caballeros, y los cinco nobles que iban por delante de él fueron Alfonso Fernández Coronel, Martín Fernández Portocarrero, Garcilaso II de la Vega, Fernán Sánchez de Velasco y Juan Alfonso de Benavides. Y la historiadora Isabel García Díaz señaló que lo novedoso de esta investidura masiva de más de 100 caballeros radicó en que, aparte de la «fastuosidad» con la que se realizó, volvió a adoptarse la costumbre de armar caballeros, que no se practicaba desde la época de Sancho IV de Castilla, abuelo de Alfonso XI.
En el capítulo CV de la Crónica de Alfonso XI es relatado un incidente que se produjo en la ciudad de Burgos y en el que es posible que estuviera involucrado Pedro Ponce de Cabrera, ya que allí consta que poco después de la coronación del rey, en septiembre de 1332, el monarca se encontraba en Burgos acompañado por Juan Alfonso de Haro, señor de los Cameros, y por el hermano de éste, Álvar Díaz de Haro, y que estaba muy irritado con ellos porque el primero mantenía negociaciones secretas con Don Juan Manuel a espaldas del rey, y porque el segundo había dicho falsamente a Don Juan Manuel que el rey le había ordenado que lo matara. Y en la mencionada crónica consta que en la casa del rey había un escudero llamado Pedro Ponce, que era hijo de Juan Ponce de Córdoba, a quien el rey estimaba mucho y había nombrado caballero recientemente, y que mientras un día caminaban por la «aguilera de Burgos», se entabló una fuerte discusión entre Pedro Ponce y el señor de los Cameros, y el primero dijo a este último que era «tan bueno como él», aunque un vasallo de Juan Alfonso de Haro llamado Sancho Fernández Trincado dijo a Pedro Ponce que mentía.
Y el rey, furioso porque hubieran desmentido a Pedro Ponce ante su persona, ordenó que mataran al vasallo del señor de los Cameros, y los ballesteros del rey le golpearon con sus mazas, aunque antes de ser malherido, él mismo se dejó caer «de la mula en tierra». Y Juan Alfonso de Haro comenzó a quejarse por el trato que se le daba a su vasallo, pero el rey le dijo que «facia mal en querer pelear ante él» con nadie, y que bien sabía él que nadie debía desmentir a otro ante el rey a menos que lo retase, y que por tanto «con derecho» debía mandar matar a su vasallo, aunque Alfonso XI no dijo nada en aquel momento al señor de los Cameros sobre las conversaciones secretas que éste mantenía con Don Juan Manuel, pero sí mandó llamar a su hermano, Álvar Díaz de Haro, y le acusó de haber dicho a Don Juan Manuel falsamente que el monarca le había ordenado que lo matara, aunque Álvar Díaz lo negó, pero el rey le llamó «mal caballero» ante todos y desde entonces no mantuvieron buenas relaciones.
Además, el historiador Francisco Ruano señaló que Pedro Ponce de Cabrera acompañó al rey Alfonso XI en el asedio de Gibraltar, que fue conquistada por los musulmanes en junio de 1333, y en la batalla del Salado, librada en 1340 y donde los benimerines y sus aliados del reino de Granada fueron derrotados por Alfonso XI y Alfonso IV de Portugal, que consiguieron un enorme botín y numerosos cautivos. Y también acompañó a Alfonso XI en el sitio de Algeciras, que comenzó en 1342 y finalizó en 1344 con la conquista de la ciudad por los castellanos, tras casi tres años de asedio.
Se desconoce su fecha de defunción, aunque debió morir después de 1344.

## Matrimonio y descendencia
Contrajo matrimonio con Constanza Alfonso de Córdoba, hija de Alfonso Fernández de Córdoba, señor de Cañete de las Torres y otras villas y adelantado mayor de la frontera de Andalucía, y de Teresa Jiménez de Góngora, con quien tuvo los siguientes hijos:
- Arias de Cabrera. Falleció sin dejar descendencia.[41]
- Alonso de Cabrera. Falleció sin dejar descendencia.[41]
- Pedro Ponce de Cabrera (m. 1358). Señor de la Casa de Cabrera de Córdoba y de la Torre de Arias Cabrera. Fue ejecutado en Córdoba en 1358 por orden del rey Pedro I de Castilla.[41]
- Beatriz Fernández de Cabrera.[41] Contrajo matrimonio con Alfonso Fernández de Mesa, hijo de Gonzalo de Mesa, alcalde mayor de Córdoba, y de Aldonza López, aunque no tuvieron descendencia.[42]
- María Pérez Roldán. Contrajo matrimonio con Ruy Ponce de León, señor de la Vega de Ruiponce e hijo de Gutierre Fernández Ponce de León, ricohombre de Castilla, y de Juana de Sandoval.[40]